# Upotreba alkohola u trudnoći
Upotreba alkohola u trudnoći  podrazumeva upotrebu alkohola tokom gestacije, uključujući i vreme pre nego što žena postane svesna trudnoće. Nijedna količina alkohola se ne smatra sigurnom za piće tokom trudnoće i ne postoji bezbedna vremenski period ili tromesečje u trudnoći u kojem se smatra da je bezbedno konzumirati alkohola. Poremećaji fetalnog alkoholnog spektra (FASD) su grupa stanja koja se mogu javiti kod osobe čija je majka pila alkohol tokom trudnoće. Najteži oblik stanja poznat je kao fetalni alkoholni sindrom (FAS). Problemi mogu da uključuju abnormalni izgled, malu visinu, malu telesnu težinu, malu veličinu glave, lošu koordinaciju, slabu inteligenciju, probleme u ponašanju, gubitak sluha i probleme sa vidom. Oni koji su pogođeni uticajem alkohola, imaju veće šanse da imaju probleme u školi, pravne probleme, učestvuju u rizičnim ponašanjima i imaju problema sa upotrebom alkohola i droga. Upotreba alkohola tokom trudnoće takođe može prouzrokovati spontani pobačaj, mrtvorođenost, malu porođajnu težinu i nedonoščad.  Međutim, konzumiranje alkohola tokom trudnoće ne utiče na oštećenja kod svih novorođenčadi. Istraživanja su pokazala da je sklonost alkoholu tokom trudnoće povezana sa nasiljem u porodici i smatra se potencijalno štetnim za decu.
Fetalni alkoholni sindrom obično se javlja kada trudnica popije više od četiri pića dnevno tokom prvog tromesečja, a blaži simptomi su zabeleženi kod konzumiranja dva pića dnevno. Međutim, ne postoje dovoljno ispitane studije o štetnost pri konzumiranju manje količine alkohola od dva pića dnevno ili deset pića nedeljno. Većina zdravstvenih organizacija preporučuje potpunu apstinenciju od alkohola tokom prva tri meseca trudnoće, kada je fetus najosetljiviji na mutativne efekte alkohola. Takođe se  preporučuju celokupna umerenost tokom cele trudnoće.

## Embriologija
Tokom perioda gestacije, dolazi do nastanka, razvoja i sazrevanja telesnih sistema. Konzumiranjem alkohola tokom jedne ili više razvojnih faza može prouzrokovati poremećaj u razvoju.
Tokom prvih nedelja trudnoće bebe rastu ubrzanim tempom, čak i pre nego što majke postanu svesne svoje trudnoće. Od začeća pa do treće nedelje, najosetljiviji sistemi i organi su mozak, kičmena moždina i srce. Ovi ključni organi počinju da se formiraju u ranim fazama trudnoće, što je vrlo osetljiv i kritičan period u ljudskom razvoju. Iako ovi telesni sistemi završavaju svoj razvoj kasnije tokom trudnoće, efekti konzumiranja alkohola u ranoj fazi trudnoće mogu rezultirati oštećenjima ovih sistema i organa. Tokom četvrte nedelje gestacije, udovi se formiraju i u ovom trenutku alkohol može uticati na razvoj ruku, nogu, prstiju na rukama i nogama. Oči i uši se takođe formiraju tokom četvrte nedelje i podložniji su dejstvu alkohola. Do šeste nedelje gestacije, zubi i nepce se formiraju i konzumacija alkohola u ovom trenutku može uticati na njihove strukture. Upotreba alkohola u ovom periodu odgovorna je za mnoge karakteristike lica kod fetalnog alkoholnog sindroma. Do dvadesete nedelje gestacije, organi i organski sistemi su dobro razvijeni, ali su i dalje podložni štetnom dejstvu alkohola. Kako bi otklonili sve potencijalne uticaje alkohola, lekari savetuju da je najsigurnije da žena prestane konzumiranje pića pre nego što pokušaju da zatrudne.
Bebin mozak, telo i organi razvijaju se tokom trudnoće i na njih izlaganje alkoholu može uticati u bilo kom trenutku. Budući da je svaka trudnoća različita, pijenje alkohola može jednoj bebi naštetiti više nego drugoj. Dete na koje je alkohol uticao u periodu trudnoće može izgledati „normalno“ pri rođenju, a simptomi se mogu javiti kasnije. Takođe, intelektualni poremećaji mogu da se manifestuju u kasnijem životnom dobu, ćesto u periodu školovanja.

## Alkohol tokom trudnoće
Fetus u razvoju je izložen alkoholu kroz placentu i pupčanu vrpcu. Alkohol se polako metabolizira u fetusu i u poređenju sa odraslom osobom ostaje dugo. To je tako zbog ponovnog unosa amnionske tečnosti koja sadrži alkohol. Izloženost alkoholu ima ozbiljne implikacije na fetus u razvoju ali i na majku. Kada žena planira trudnoću, treba da ima na umu da ne postoji sigurno ograničenje za konzumaciju alkohola. Prekomerna upotreba alkohola može dovesti do prevremenog porođaja, a problemi se mogu manifestovati kasnije tokom detetovog razvoja. Jedan od glavnih problematičnih ishoda kod bebe u razvoju je fetalni alkoholni sindrom, koji karakterišu: rascep nepca i / ili rascep usne, neproporcionalan fizički razvoj tela i različiti nedostaci poput nedostatka pažnje, slabe memorije i sposobnosti koordinacije, kao i kao nepravilno funkcionisanje različitih telesnih organa poput bubrega, srca i kostiju. Pobačaj, mala porođajna težina i mrtvorođenost su takođe uobičajeni ishodi.
Ovi negativni efekti se mogu povećati naročito tokom prvog i trećeg tromesečja trudnoće kada beba brzo raste. Konzumacija alkohola u prvom tromesečju trudnoće, koji je presudna razvojna faza rasta fetusa, može imati ozbiljne posledice. Fetus u razvoju može biti izložen alkoholu u najranijim nedeljama trudnoće. Tokom treće nedelje alkohol može uticati na srce i centralni nervni sistem fetusa. Ako majka nastavi da pije, to može negativno uticati na oči, noge i ruke fetusa. Kontinuirano izlaganje alkoholu tokom šeste nedelje može negativno uticati na razvoj uha i zuba. Razvoj nepceta i spoljašnjih genitalija takođe mogu biti pogođena. Tokom dvanaeste nedelje, često izlaganje alkoholu može negativno uticati na razvoj mozga koji utiče na kognitivne sposobnosti, veštine učenja i ponašanja pre rođenja. Konzumacija prekomernog alkohola može dovesti do fetalnog alkoholnog sindroma koji može proizvesti nepovratne životne promene u fizičkom, mentalnom i neurobehevioralnom razvoju fetusa. Alkohol tokom trudnoće ne utiče samo na fetus u razvoju, već ima i loše zdravstvene ishode na majku. On može naštetiti plodnosti kod žena koje planiraju trudnoću. Neželjeni efekti alkohola mogu dovesti do neuhranjenosti, napadaja, povraćanja i dehidracije. Majka može patiti od anksioznosti i depresije, što može rezultirati zlostavljanje ili zanemarivanje dece. Takođe je primećeno da kod naglog prekida konzumacije alkohola kod majki koje si pile veće količine, uticaj alkohola na novorođenče i dalje ostaje vidljiv. Beba ostaje nadraženog raspoloženja, često plače, ne spava pravilno, slabije sisa i glad se povećava.
Konzumacija alkohola tokom trudnoće može povećati rizik da dete u mladosti razvije akutnu meloičnu leukemiju.
Vredi napomenuti da se alkohol koristio kao uobičajeni tokolitički agens. Tokolitički agensi su lekovi koji se koriste za sprečavanje prevremenog porođaja (beba rođena pre 37. nedelje trudnoće) suzbijanjem kontrakcije materice. Međutim, alkohol se više ne koristi u modernoj praksi zbog sigurnosnih razloga za majku i njenu bebu. Kohranov sistematski pregled je takođe pokazao da etanol nije ništa bolji od placeba (šećerne vode) za suzbijanje prevremenog porođaja. Ne samo da je etanol gori od drugih beta-mimetičkih lekova (vrsta tokolitičkih sredstava) pri odlaganju porođaja, već dovodi i do veće stope rađanja beba sa niskom porođajnom težinom, beba sa problemima sa disanjem pri rođenju i neonatalne smrti.

## Znaci i simptomi uticaja alkohola
Kada se dojenče rodi, na prvi pogled može delovati kao potpuno zdrava beba ali može imati nevidljive poremećaje i oštećenja organa usled izlaganja alkoholu tokom gestacije. Utvrđeno je da su socijalni problemi kod dece povezani sa upotrebom alkohola njihovih majki tokom trudnoće. Alkohol je takođe uzrok mikrocefalije. Upotreba alkohola tokom trudnoće ne utiče na sposobnost dojenja dojenčeta - pored toga, dojenče se može dojiti čak i ako njegova majka nastavlja da konzumira alkohol nakon porođaja. Dojenče rođeno od majke koja je zavisna od alkohola može proći odvikavanje od alkohola nakon rođenja.
Jedan od glavnih efekata konzumacije alkohola tokom trudnoće su poremećaji fetalnog alkoholnog spektra (FASD), od kojih je Fetalni alkoholni sindrom (FAS) najteži oblik. Studije su pokazale da male količine alkohola konzumirane tokom trudnoće ne pokazuju nikakve zdravstvene probleme na licu, ali se mogu uočiti problemi u ponašanju. Postoji širok spektar simptoma koji se primećuju kod osoba koje pate od FASD-a, uključujući:
- Abnormalne crte lica, poput glatkog grebena između nosa i gornje usne (ovaj greben se naziva filtrum)
- Mala veličina glave
- Visina manja od proseka
- Niska telesna težina na rođenju
- Loša koordinacija
- Hiperaktivno ponašanje
- Poteškoće sa pažnjom
- Loše pamćenje
- Teškoće u školi (posebno sa matematikom)
- Teškoćama u učenju
- Kašnjenje govora i jezika
- Intelektualni invaliditet ili nizak koeficijent inteligencije
- Loše veštine rasuđivanja
- Problemi sa spavanjem i sisanjem kao beba
- Problemi sa vidom ili sluhom
- Problemi sa srcem, bubrezima ili kostima[26]

Postoje četiri vrste FASD-a u zavisnosti od simptoma:
1. Fetalni alkoholni sindrom;
2. Neurološki razvojni poremećaj povezan sa alkoholom;
3. Urođene mane povezane sa alkoholom;
4. Neurobehevioralni poremećaj povezan sa prenatalnom izloženošću alkoholu.[27]

Postoje tri pristupa lečenju FAS:
1. Kod kuće - Stabilan dom sa puno ljubavi, zajedničkim i redovnim rutinama, jednostavnim pravilima koja treba poštovati i gde se dodeljuju nagrade za pozitivno ponašanje, dobro je okruženje za decu sa FAS-om.
2. Lekovi - Lekovi se koriste za specifično lečenje simptoma FASD-a, a ne kod svih FAS-a. Neki od lekova koji se koriste su antidepresivi, stimulansi, neuroleptici i lekovi protiv anksioznosti.
3. Savetovanje - Deca sa FAS-om imaju koristi od bihevioralnog i funkcionalnog treninga, obuke socijalnih veština i podučavanja. Grupe podrške i terapija razgovorom ne pomažu samo deci koja pate od FAS-a, već pomažu i roditeljima i braći i sestrama ove dece.[28]

## Lečenje
Žena može da odluči da prekine sa uzimanjem alkohola čim sazna da je zatrudnela. Usled odvikavanja od alkohola, žena može imati ozbiljne simptome. Ovi simptomi se mogu lečiti tokom trudnoće benzodiazepinskim sredstvima za smirenje.

## Epidemiologija
Jedna od 67 žena koje piju alkohol tokom trudnoće imaće dete sa urođenom manom. Pet zemalja sa najvećom prevalencijom upotrebe alkohola tokom trudnoće bile su Irska (oko 60%), Belorusija (47%), Danska (46%), Velika Britanija (41%) i Ruska Federacija (37%). Najmanja je zastupljenost kod onih naroda čija verska uverenja regulišu konzumaciju alkohola. Urođene mane uzrokovane konzumacijom alkohola mogu biti do 1% na mnogim mestima. To može značiti da je FASD možda veći od anencefalije, Dovnovog sindroma, spina bifida i trisomije 18. Globalno posmatrano, svaka deseta žena pije alkohol tokom trudnoće. Od ove populacije 20% njih se opija i pije četiri ili više alkoholnih pića u jednoj prilici. „Prekomerno pijenje je direktni uzrok FAS-a ili FASD-a. Ovi nalazi su alarmantni jer polovina trudnoća u razvijenim zemljama i preko 80% u zemljama u razvoju nije planirana. To znači da mnoge žene ne shvataju da su trudne tokom ranih faza i nastavljaju da piju i u trudnoći“.

## Preporuke za javno zdravlje
Počevši od 1981. godine, Surgeon General of the United States počeo je da izdaje upozorenje tražeći od trudnica da se uzdrže od alkohola do kraja gestacije. Američka pedijatrijska akademija izdala je niz preporuka 2015. godine: „Tokom trudnoće nijedna količina unosa alkohola ne sme se smatrati sigurnom; ne postoji sigurno tromesečje za pijenje alkohola; svi oblici alkohola, poput piva, vina i likera, predstavljaju rizik; a opijanje predstavlja dodatni rizik za fetus u razvoju.“ Svetska zdravstvena organizacija preporučuje da se alkohol u potpunosti izbegava tokom trudnoće, s obzirom na relativno nepoznate efekte malih količina alkohola tokom trudnoće. Nacionalni institut za zdravlje i kliničku izvrsnost Ujedinjenog Kraljevstva preporučuje „da ako ste trudni ili planirate da zatrudnite, najsigurniji pristup je ne piti alkohol kako biste rizike po bebu sveli na minimum.“

### Kontroverza
Bilo je nekih kontroverzi oko pristupa nulte tolerancije koji su mnoge države primenile prema konzumaciji alkohola tokom trudnoće. Godine 2000. objavljen je članak u kojem je iznesena tvrdnja da zabrinutost zbog rizika od FAS-a može biti prenaglašena i  iznad nivoa za koji ga opravdavaju postojeći dokazi o njegovoj prevalenciji i uticaju. Takođe, u članku se navedeno da izjednačavanje niskog nivoa pijenja sa neizbežnom štetom za fetus može imati negativne socijalne, pravne i zdravstvene posledice. Godine 2016. infografska slika koju je objavio CDC izazvala je kontroverzu preporučujući ženama u rodnoj dobi da se uzdrže od alkohola ako nisu na kontroli rađanja. To je zato što je mogućnost za razvoj fetalnog alkoholnog sindroma vrlo velika i pre nego što žena utvrdi trudnoću.

## Spoljašnje veze
- Harvard health